# Cophura sculleni
Cophura sculleni là một loài ruồi trong họ Asilidae. Cophura sculleni được Wilcox miêu tả năm 1937. Loài này phân bố ở vùng Tân Bắc giới.